# 1440
Portal Geschichte | Portal Biografien | Aktuelle Ereignisse | Jahreskalender | Tagesartikel

◄ |
14. Jahrhundert |
15. Jahrhundert
| 16. Jahrhundert | ►

◄ |
1410er |
1420er |
1430er |
1440er
| 1450er | 1460er | 1470er | ►

◄◄ |
◄ |
1436 |
1437 |
1438 |
1439 |
1440
| 1441 | 1442 | 1443 | 1444 | ► | ►►
Staatsoberhäupter  · Nekrolog
| Januar | Januar | Januar | Januar | Januar | Januar | Januar | Januar |
| Kw     | Mo     | Di     | Mi     | Do     | Fr     | Sa     | So     |
| ------ | ------ | ------ | ------ | ------ | ------ | ------ | ------ |
| 53     |        |        |        |        | 1      | 2      | 3      |
| 1      | 4      | 5      | 6      | 7      | 8      | 9      | 10     |
| 2      | 11     | 12     | 13     | 14     | 15     | 16     | 17     |
| 3      | 18     | 19     | 20     | 21     | 22     | 23     | 24     |
| 4      | 25     | 26     | 27     | 28     | 29     | 30     | 31     |

| Februar | Februar | Februar | Februar | Februar | Februar | Februar | Februar |
| Kw      | Mo      | Di      | Mi      | Do      | Fr      | Sa      | So      |
| ------- | ------- | ------- | ------- | ------- | ------- | ------- | ------- |
| 5       | 1       | 2       | 3       | 4       | 5       | 6       | 7       |
| 6       | 8       | 9       | 10      | 11      | 12      | 13      | 14      |
| 7       | 15      | 16      | 17      | 18      | 19      | 20      | 21      |
| 8       | 22      | 23      | 24      | 25      | 26      | 27      | 28      |
| 9       | 29      |         |         |         |         |         |         |

| März | März | März | März | März | März | März | März |
| Kw   | Mo   | Di   | Mi   | Do   | Fr   | Sa   | So   |
| ---- | ---- | ---- | ---- | ---- | ---- | ---- | ---- |
| 9    |      | 1    | 2    | 3    | 4    | 5    | 6    |
| 10   | 7    | 8    | 9    | 10   | 11   | 12   | 13   |
| 11   | 14   | 15   | 16   | 17   | 18   | 19   | 20   |
| 12   | 21   | 22   | 23   | 24   | 25   | 26   | 27   |
| 13   | 28   | 29   | 30   | 31   |      |      |      |

| April | April | April | April | April | April | April | April |
| Kw    | Mo    | Di    | Mi    | Do    | Fr    | Sa    | So    |
| ----- | ----- | ----- | ----- | ----- | ----- | ----- | ----- |
| 13    |       |       |       |       | 1     | 2     | 3     |
| 14    | 4     | 5     | 6     | 7     | 8     | 9     | 10    |
| 15    | 11    | 12    | 13    | 14    | 15    | 16    | 17    |
| 16    | 18    | 19    | 20    | 21    | 22    | 23    | 24    |
| 17    | 25    | 26    | 27    | 28    | 29    | 30    |       |

| Mai | Mai | Mai | Mai | Mai | Mai | Mai | Mai |
| Kw  | Mo  | Di  | Mi  | Do  | Fr  | Sa  | So  |
| --- | --- | --- | --- | --- | --- | --- | --- |
| 17  |     |     |     |     |     |     | 1   |
| 18  | 2   | 3   | 4   | 5   | 6   | 7   | 8   |
| 19  | 9   | 10  | 11  | 12  | 13  | 14  | 15  |
| 20  | 16  | 17  | 18  | 19  | 20  | 21  | 22  |
| 21  | 23  | 24  | 25  | 26  | 27  | 28  | 29  |
| 22  | 30  | 31  |     |     |     |     |     |

| Juni | Juni | Juni | Juni | Juni | Juni | Juni | Juni |
| Kw   | Mo   | Di   | Mi   | Do   | Fr   | Sa   | So   |
| ---- | ---- | ---- | ---- | ---- | ---- | ---- | ---- |
| 22   |      |      | 1    | 2    | 3    | 4    | 5    |
| 23   | 6    | 7    | 8    | 9    | 10   | 11   | 12   |
| 24   | 13   | 14   | 15   | 16   | 17   | 18   | 19   |
| 25   | 20   | 21   | 22   | 23   | 24   | 25   | 26   |
| 26   | 27   | 28   | 29   | 30   |      |      |      |

| Juli | Juli | Juli | Juli | Juli | Juli | Juli | Juli |
| Kw   | Mo   | Di   | Mi   | Do   | Fr   | Sa   | So   |
| ---- | ---- | ---- | ---- | ---- | ---- | ---- | ---- |
| 26   |      |      |      |      | 1    | 2    | 3    |
| 27   | 4    | 5    | 6    | 7    | 8    | 9    | 10   |
| 28   | 11   | 12   | 13   | 14   | 15   | 16   | 17   |
| 29   | 18   | 19   | 20   | 21   | 22   | 23   | 24   |
| 30   | 25   | 26   | 27   | 28   | 29   | 30   | 31   |

| August | August | August | August | August | August | August | August |
| Kw     | Mo     | Di     | Mi     | Do     | Fr     | Sa     | So     |
| ------ | ------ | ------ | ------ | ------ | ------ | ------ | ------ |
| 31     | 1      | 2      | 3      | 4      | 5      | 6      | 7      |
| 32     | 8      | 9      | 10     | 11     | 12     | 13     | 14     |
| 33     | 15     | 16     | 17     | 18     | 19     | 20     | 21     |
| 34     | 22     | 23     | 24     | 25     | 26     | 27     | 28     |
| 35     | 29     | 30     | 31     |        |        |        |        |

| September | September | September | September | September | September | September | September |
| Kw        | Mo        | Di        | Mi        | Do        | Fr        | Sa        | So        |
| --------- | --------- | --------- | --------- | --------- | --------- | --------- | --------- |
| 35        |           |           |           | 1         | 2         | 3         | 4         |
| 36        | 5         | 6         | 7         | 8         | 9         | 10        | 11        |
| 37        | 12        | 13        | 14        | 15        | 16        | 17        | 18        |
| 38        | 19        | 20        | 21        | 22        | 23        | 24        | 25        |
| 39        | 26        | 27        | 28        | 29        | 30        |           |           |

| Oktober | Oktober | Oktober | Oktober | Oktober | Oktober | Oktober | Oktober |
| Kw      | Mo      | Di      | Mi      | Do      | Fr      | Sa      | So      |
| ------- | ------- | ------- | ------- | ------- | ------- | ------- | ------- |
| 39      |         |         |         |         |         | 1       | 2       |
| 40      | 3       | 4       | 5       | 6       | 7       | 8       | 9       |
| 41      | 10      | 11      | 12      | 13      | 14      | 15      | 16      |
| 42      | 17      | 18      | 19      | 20      | 21      | 22      | 23      |
| 43      | 24      | 25      | 26      | 27      | 28      | 29      | 30      |
| 44      | 31      |         |         |         |         |         |         |

| November | November | November | November | November | November | November | November |
| Kw       | Mo       | Di       | Mi       | Do       | Fr       | Sa       | So       |
| -------- | -------- | -------- | -------- | -------- | -------- | -------- | -------- |
| 44       |          | 1        | 2        | 3        | 4        | 5        | 6        |
| 45       | 7        | 8        | 9        | 10       | 11       | 12       | 13       |
| 46       | 14       | 15       | 16       | 17       | 18       | 19       | 20       |
| 47       | 21       | 22       | 23       | 24       | 25       | 26       | 27       |
| 48       | 28       | 29       | 30       |          |          |          |          |

| Dezember | Dezember | Dezember | Dezember | Dezember | Dezember | Dezember | Dezember |
| Kw       | Mo       | Di       | Mi       | Do       | Fr       | Sa       | So       |
| -------- | -------- | -------- | -------- | -------- | -------- | -------- | -------- |
| 48       |          |          |          | 1        | 2        | 3        | 4        |
| 49       | 5        | 6        | 7        | 8        | 9        | 10       | 11       |
| 50       | 12       | 13       | 14       | 15       | 16       | 17       | 18       |
| 51       | 19       | 20       | 21       | 22       | 23       | 24       | 25       |
| 52       | 26       | 27       | 28       | 29       | 30       | 31       |          |

| Januar | Januar | Januar | Januar | Januar | Januar | Januar | Januar |
| Kw     | Mo     | Di     | Mi     | Do     | Fr     | Sa     | So     |
| ------ | ------ | ------ | ------ | ------ | ------ | ------ | ------ |
| 53     |        |        |        |        | 1      | 2      | 3      |
| 1      | 4      | 5      | 6      | 7      | 8      | 9      | 10     |
| 2      | 11     | 12     | 13     | 14     | 15     | 16     | 17     |
| 3      | 18     | 19     | 20     | 21     | 22     | 23     | 24     |
| 4      | 25     | 26     | 27     | 28     | 29     | 30     | 31     |

| Februar | Februar | Februar | Februar | Februar | Februar | Februar | Februar |
| Kw      | Mo      | Di      | Mi      | Do      | Fr      | Sa      | So      |
| ------- | ------- | ------- | ------- | ------- | ------- | ------- | ------- |
| 5       | 1       | 2       | 3       | 4       | 5       | 6       | 7       |
| 6       | 8       | 9       | 10      | 11      | 12      | 13      | 14      |
| 7       | 15      | 16      | 17      | 18      | 19      | 20      | 21      |
| 8       | 22      | 23      | 24      | 25      | 26      | 27      | 28      |
| 9       | 29      |         |         |         |         |         |         |

| März | März | März | März | März | März | März | März |
| Kw   | Mo   | Di   | Mi   | Do   | Fr   | Sa   | So   |
| ---- | ---- | ---- | ---- | ---- | ---- | ---- | ---- |
| 9    |      | 1    | 2    | 3    | 4    | 5    | 6    |
| 10   | 7    | 8    | 9    | 10   | 11   | 12   | 13   |
| 11   | 14   | 15   | 16   | 17   | 18   | 19   | 20   |
| 12   | 21   | 22   | 23   | 24   | 25   | 26   | 27   |
| 13   | 28   | 29   | 30   | 31   |      |      |      |

| April | April | April | April | April | April | April | April |
| Kw    | Mo    | Di    | Mi    | Do    | Fr    | Sa    | So    |
| ----- | ----- | ----- | ----- | ----- | ----- | ----- | ----- |
| 13    |       |       |       |       | 1     | 2     | 3     |
| 14    | 4     | 5     | 6     | 7     | 8     | 9     | 10    |
| 15    | 11    | 12    | 13    | 14    | 15    | 16    | 17    |
| 16    | 18    | 19    | 20    | 21    | 22    | 23    | 24    |
| 17    | 25    | 26    | 27    | 28    | 29    | 30    |       |

| Mai | Mai | Mai | Mai | Mai | Mai | Mai | Mai |
| Kw  | Mo  | Di  | Mi  | Do  | Fr  | Sa  | So  |
| --- | --- | --- | --- | --- | --- | --- | --- |
| 17  |     |     |     |     |     |     | 1   |
| 18  | 2   | 3   | 4   | 5   | 6   | 7   | 8   |
| 19  | 9   | 10  | 11  | 12  | 13  | 14  | 15  |
| 20  | 16  | 17  | 18  | 19  | 20  | 21  | 22  |
| 21  | 23  | 24  | 25  | 26  | 27  | 28  | 29  |
| 22  | 30  | 31  |     |     |     |     |     |

| Juni | Juni | Juni | Juni | Juni | Juni | Juni | Juni |
| Kw   | Mo   | Di   | Mi   | Do   | Fr   | Sa   | So   |
| ---- | ---- | ---- | ---- | ---- | ---- | ---- | ---- |
| 22   |      |      | 1    | 2    | 3    | 4    | 5    |
| 23   | 6    | 7    | 8    | 9    | 10   | 11   | 12   |
| 24   | 13   | 14   | 15   | 16   | 17   | 18   | 19   |
| 25   | 20   | 21   | 22   | 23   | 24   | 25   | 26   |
| 26   | 27   | 28   | 29   | 30   |      |      |      |

| Juli | Juli | Juli | Juli | Juli | Juli | Juli | Juli |
| Kw   | Mo   | Di   | Mi   | Do   | Fr   | Sa   | So   |
| ---- | ---- | ---- | ---- | ---- | ---- | ---- | ---- |
| 26   |      |      |      |      | 1    | 2    | 3    |
| 27   | 4    | 5    | 6    | 7    | 8    | 9    | 10   |
| 28   | 11   | 12   | 13   | 14   | 15   | 16   | 17   |
| 29   | 18   | 19   | 20   | 21   | 22   | 23   | 24   |
| 30   | 25   | 26   | 27   | 28   | 29   | 30   | 31   |

| August | August | August | August | August | August | August | August |
| Kw     | Mo     | Di     | Mi     | Do     | Fr     | Sa     | So     |
| ------ | ------ | ------ | ------ | ------ | ------ | ------ | ------ |
| 31     | 1      | 2      | 3      | 4      | 5      | 6      | 7      |
| 32     | 8      | 9      | 10     | 11     | 12     | 13     | 14     |
| 33     | 15     | 16     | 17     | 18     | 19     | 20     | 21     |
| 34     | 22     | 23     | 24     | 25     | 26     | 27     | 28     |
| 35     | 29     | 30     | 31     |        |        |        |        |

| September | September | September | September | September | September | September | September |
| Kw        | Mo        | Di        | Mi        | Do        | Fr        | Sa        | So        |
| --------- | --------- | --------- | --------- | --------- | --------- | --------- | --------- |
| 35        |           |           |           | 1         | 2         | 3         | 4         |
| 36        | 5         | 6         | 7         | 8         | 9         | 10        | 11        |
| 37        | 12        | 13        | 14        | 15        | 16        | 17        | 18        |
| 38        | 19        | 20        | 21        | 22        | 23        | 24        | 25        |
| 39        | 26        | 27        | 28        | 29        | 30        |           |           |

| Oktober | Oktober | Oktober | Oktober | Oktober | Oktober | Oktober | Oktober |
| Kw      | Mo      | Di      | Mi      | Do      | Fr      | Sa      | So      |
| ------- | ------- | ------- | ------- | ------- | ------- | ------- | ------- |
| 39      |         |         |         |         |         | 1       | 2       |
| 40      | 3       | 4       | 5       | 6       | 7       | 8       | 9       |
| 41      | 10      | 11      | 12      | 13      | 14      | 15      | 16      |
| 42      | 17      | 18      | 19      | 20      | 21      | 22      | 23      |
| 43      | 24      | 25      | 26      | 27      | 28      | 29      | 30      |
| 44      | 31      |         |         |         |         |         |         |

| November | November | November | November | November | November | November | November |
| Kw       | Mo       | Di       | Mi       | Do       | Fr       | Sa       | So       |
| -------- | -------- | -------- | -------- | -------- | -------- | -------- | -------- |
| 44       |          | 1        | 2        | 3        | 4        | 5        | 6        |
| 45       | 7        | 8        | 9        | 10       | 11       | 12       | 13       |
| 46       | 14       | 15       | 16       | 17       | 18       | 19       | 20       |
| 47       | 21       | 22       | 23       | 24       | 25       | 26       | 27       |
| 48       | 28       | 29       | 30       |          |          |          |          |

| Dezember | Dezember | Dezember | Dezember | Dezember | Dezember | Dezember | Dezember |
| Kw       | Mo       | Di       | Mi       | Do       | Fr       | Sa       | So       |
| -------- | -------- | -------- | -------- | -------- | -------- | -------- | -------- |
| 48       |          |          |          | 1        | 2        | 3        | 4        |
| 49       | 5        | 6        | 7        | 8        | 9        | 10       | 11       |
| 50       | 12       | 13       | 14       | 15       | 16       | 17       | 18       |
| 51       | 19       | 20       | 21       | 22       | 23       | 24       | 25       |
| 52       | 26       | 27       | 28       | 29       | 30       | 31       |          |

## Ereignisse

### Politik und Weltgeschehen

#### Heiliges Römisches Reich

##### Königswahl
- 2. Februar: In Frankfurt am Main wird Friedrich V., seit 1424 Herzog der Steiermark, von Kärnten und Krain sowie seit 1439 Herzog von Österreich, als Friedrich III. zum römisch-deutschen König gewählt.

##### Italien
- 29. Juni: In der Schlacht von Anghiari besiegt das Heer von Florenz unter Francesco Sforza mit Unterstützung des Kirchenstaates und der Republik Venedig eine überlegene Streitmacht des Herzogtums Mailand.

##### Eidgenossenschaft

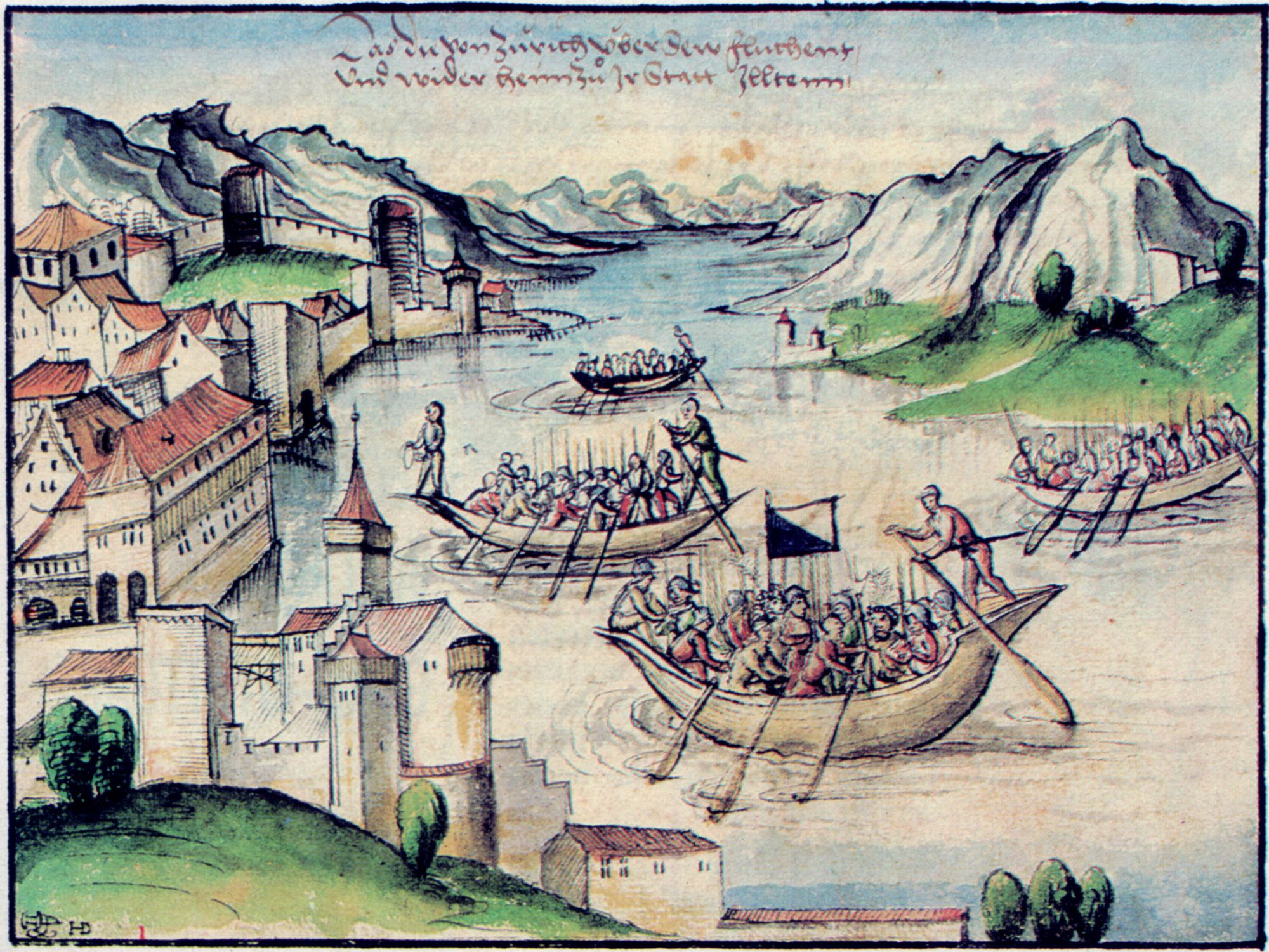
Rückzug der Zürcher über den See nach dem Treffen bei Pfäffikon in der Eidgenössischen Chronik

- 4. November: Im Alten Zürichkrieg kommt es zu einem Gefecht bei Pfäffikon zwischen den Eidgenossen und den Zürchern. Am 1. Dezember wird in Kilchberg ein Friedensvertrag geschlossen.

##### Mark Brandenburg
- 20. September: Friedrich II., der Eiserne, wird nach dem Tod seines Vaters Friedrich I. Markgraf und Kurfürst von Brandenburg.
- Der Berliner Unwille beginnt, eine Auseinandersetzung der Berliner und Cöllner Stadtbürger mit dem märkischen Landesherren Friedrich II. um den Bau einer Burg auf der Spreeinsel und der damit verbundenen Verpflichtung zur Abgabe von Land. Der Streit wird erst im Jahr 1448 durch einen Kompromiss beigelegt.

#### Kalmarer Union
- 9. April: In Viborg wird Christoph von Pfalz-Neumarkt zum dänischen König Christoph III. gewählt.
- 4. Oktober: Der schwedische Reichstag wählt den dänischen Herrscher Christoph von Bayern (Christoph von Pfalz-Neumarkt) auch zum König von Schweden.

#### Preußischer Bund
- 14. März: 53 Adlige und 19 Städte, darunter Danzig, Elbing und Thorn, schließen sich gegen die Willkür des Deutschen Ordens zum Bund vor Gewalt zusammen.

#### Polen / Böhmen / Ungarn
- Die magyarische Magnaten bedrängen Elisabeth von Luxemburg, die hochschwangere Witwe des im Oktober verstorbenen Albrecht V. und als Tochter des Königs Sigismund die legitime Erbin Ungarns, sich mit dem weit jüngeren König Władysław III. von Polen zu vermählen und damit die Abwehrkraft beider Länder gegen einen drohenden Angriff der Türken zu vereinen. Diese weigert sich jedoch in der Überzeugung, einen männlichen Thronerben zu gebären. Kurz vor ihrer Niederkunft kann ihre Hofdame Helene Kottannerin unter abenteuerlichen Umständen am 21. Februar die ungarische Stephanskrone stehlen und nach Komárom bringen. Am nächsten Tag bringt Elisabeth ihren Sohn Ladislaus Postumus zur Welt. Theoretisch ist Ladislaus von Geburt an Herzog und Doppelkönig, doch ist sein Königtum in Böhmen und Ungarn umstritten. Um Fakten zu schaffen, lässt Elisabeth den zweimonatigen Ladislaus am 15. Mai in Stuhlweißenburg mit der Stephanskrone zum König von Ungarn krönen. Der mittlerweile nach Ungarn gerufene Wladyslaw III. lässt sich am 17. Juli allerdings ebenfalls zum König von Ungarn krönen. Es folgt ein fast zweijähriger Bürgerkrieg. Am 23. August übergibt Elisabeth ihren Sohn an den inzwischen zum römisch-deutschen König aufgestiegenen Habsburger Friedrich III. und benennt diesen als offiziellen Vormund des jungen Ladislaus.

#### Balkan
- Das Statut der Republik Poljica wird anlässlich der Machtübernahme durch die Republik Venedig niedergeschrieben. Das Statut der dalmatinischen Republik ist eine der ältesten schriftlich niedergelegten Verfassungen in Europa.

#### Frankreich
- Der Aufstand der Praguerie bricht los.

#### Amerika

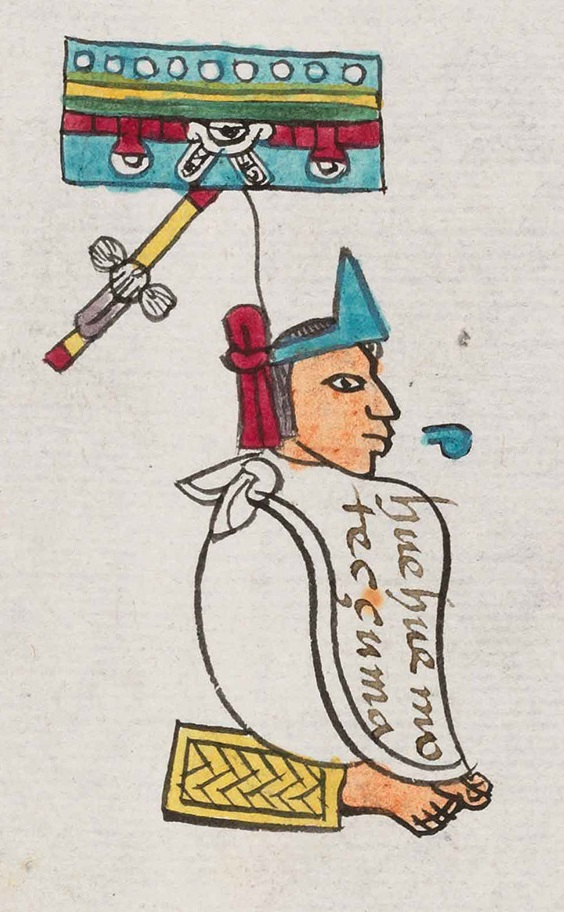
Moctezuma im Codex Mendoza aus dem 16. Jh.

- Moctezuma I. wird nach dem Tod seines Onkels Itzcóatl Herrscher über den aztekischen Stadtstaat Tenochtitlán. Er ist der Sohn des früheren Herrschers Huitzilíhuitl.

### Wissenschaft und Technik
- Johannes Gutenberg erfindet die beweglichen Lettern für den Buchdruck.

### Kultur
- um 1440: Der Palazzo Pitti in Florenz wird gebaut.

### Gesellschaft

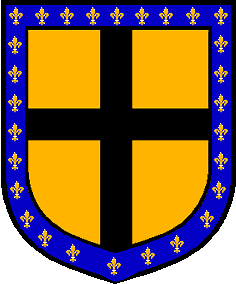
Wappen des Gilles de Rais

In einem der meistbeachteten Prozesse des 15. Jahrhunderts wird der französische Adelige und Kriegsheld Gilles de Rais, einer der ersten bekannten Serienmörder der Geschichte, der Häresie für schuldig befunden und am 26. Oktober mit zwei Komplizen durch Hängen hingerichtet.

## Geboren

### Geburtsdatum gesichert
- 22. Januar: Iwan III., Großfürst von Moskau († 1505)
- 13. Februar: Hartmann Schedel, deutscher Arzt, Humanist und Historiker († 1514)
- 22. Februar: Ladislaus Postumus, Herzog von Österreich, König von Böhmen und als Ladislaus V. König von Ungarn († 1457)
- 6. September: Albrecht von Pfalz-Mosbach, Bischof von Straßburg († 1506)
- 15. Oktober: Heinrich III., Landgraf von Oberhessen († 1483)
- 13. November: Heinrich XXVII. von Schwarzburg, Bischof von Münster und Erzbischof von Bremen († 1496)

### Genaues Geburtsdatum unbekannt
- Alain d’Albret, französischer Adliger, 16. Herr von Albret, Vizegraf von Tartas, 2. Graf von Graves, Graf von Castres († 1522)
- Benedikt von Ahlefeldt, Ritter, Erbherr auf Lehmkuhlen und Herr auf Hasselburg († 1500)
- Reginald Bray, englischer Adeliger und Politiker († 1503)
- Heinrich Brömse, deutscher Ratsherr, Bürgermeister der Hansestadt Lübeck († 1502)
- Henry Deane, englischer Bischof von Bangor und Salisbury, Lordhüter des Großen Siegels von England, Erzbischof von Canterbury († 1503)
- Mordechai Finzi, jüdischer Autor, Übersetzer († 1475)
- Ladislaus von Gielniów, polnischer Bernhardinermönch, Patron von Polen, Litauen und Warschau († 1505)
- Kabir, indischer Mystiker († 1518)
- Niccolò Pandolfini, italienischer Kardinal († 1518)
- Georg I. Göler von Ravensburg, deutscher Adliger, Reichsritter († 1502)

### Geboren um 1440
- Johann Amerbach, deutscher Buchdrucker und Verleger († 1513)
- Barthout van Assendelft, holländischer Edelmann, 1. Landesadvokat der Grafschaft Holland († nach 1502)
- Sten Sture der Ältere, schwedischer Adliger, Reichsverweser von Schweden († 1503)
- Ambrogio Calepino, italienischer Lexikograph, Autor des ersten lateinischen Wörterbuch im modernen Sinne († 1511)
- Mauro Codussi, italienischer Steinmetz und Architekt († 1504)
- Pedro Arias Dávila, spanischer Konquistador, Gouverneur von Darién, Gründer von Panama-Stadt († 1531)
- Hans Jakob von Ettlingen, deutscher Hofbaumeister († 1507)
- Fernando Gallego, spanischer Maler († 1507)
- Anton Koberger, deutscher Buchdrucker, Verleger, Buchhändler, Unternehmer († 1513)
- Fiorenzo di Lorenzo, italienischer Maler († 1522)
- Garci Rodríguez de Montalvo, spanischer Schriftsteller († 1504)
- Piero Pacini, italienischer Buchdrucker († 1513)
- Matthias Scheit, deutscher Bischof von Seckau († 1512)
- Ludwig Schongauer, deutscher Maler und Kupferstecher († 1494)
- Leo von Spaur, österreichischer Bischof von Wien († 1479 oder 1480)
- John Stewart, schottischer Adliger, 1. Earl of Atholl, 1. Lord of Balveny († 1512)
- Anthony Woodville, englischer Adliger, 2. Earl Rivers († 1483)
- Gerhard van Wou, holländischer Glockengießer († 1527)

## Gestorben

### Erstes Halbjahr
- 9. Januar: Johann II. von Brunn, Bischof von Würzburg
- 10. Januar: Eustache Marcadé, französischer Geistlicher und Autor
- 24. Januar: Johannes Naso, böhmischer Adliger, Bischof von Chur (* vor 1391)
- 14. Februar: Dietrich von Oldenburg deutscher Adliger, Graf von Oldenburg (* 1390)
- 26. Februar: Friedrich III. von Aufseß, deutscher Adliger, Fürstbischof des Hochstiftes Bamberg
- 7. März: Otto IV. von Maissau, österreichischer Ministeriale
- 7. März: Konrad von Sarstedt, deutscher Pfarrer, Ratsschreiber, Propst und Stifter (* um 1385)
- 9. März: Franziska von Rom, italienische Ordensgründerin, Mystikerin (* 1384)
- 20. März: Sigismund Kęstutaitis, Fürst von Mosyr, Nowogrodek, Starodub und Großfürst von Litauen (* um 1365)
- 1./2. April: Giovanni Vitelleschi, italienischer Condottiere und Kardinal der katholischen Kirche, Lateinischer Patriarch von Alexandria und Erzbischof von Florenz (* 1390)
- 7. Mai: Friedrich der Friedfertige, deutscher Adliger, Markgraf von Meißen, Landgraf von Thüringen (* 1384)

### Zweites Halbjahr
- 7. August: Johannes Geuss, deutscher Philosoph und Theologe, Domkanoniker an St. Stephan in Wien (* um 1370)
- 20. September: Friedrich I., Kurfürst von Brandenburg, Burggraf von Nürnberg (* um 1371)
- 23. September: Lorenzo di Giovanni de’ Medici, florentinischer Bankier (* um 1395)
- 30. September: Reginald Grey, englischer Adliger (* um 1362)
- 26. Oktober: Gilles de Rais, französischer Heerführer, Marschall von Frankreich, Alchimist und Serienmörder (* 1405)
- 13. November: Adelheid von Hanau, deutsche Adlige und Nonne
- 13. November: Joan Beaufort, Countess of Westmorland, englische Adelige (* 1379)
- 24. November: William Douglas, schottischer Adeliger sowie Titular-Herzog von Touraine (* um 1424)
- 5. Dezember: Johannes von Mewe, Priester des Deutschen Ordens, Bischof von Pomesanien

### Genaues Todesdatum unbekannt
- Itzcóatl, aztekischer Herrscher von Tenochtitlán (* 1380)
- Johann I. von Merlau, Fürstabt von Fulda
- Ludwig XI., Graf von Oettingen und Hofmeister unter Kaiser Sigismund
- Heinrich Notthafft von Wernberg, deutscher Adliger, Bürgermeister von Regensburg, Vicedom im Straubinger Ländchen sowie Tresorier im Hennegau, in Holland und in Zeeland (* um 1370)
- Hinrich Rapesulver, Kaufmann und Bürgermeister der Hansestadt Lübeck
- Degenhard von Schüngel, westfälischer Adeliger (* um 1372)
- Gerhard von Wylre, deutscher Schöffe und Bürgermeister der Reichsstadt Aachen

### Gestorben um 1440
- Laurens Janszoon Coster, niederländischer Küster, Schatzmeister, Buchdrucker (* um 1370)